# Дан (град)
Вижте пояснителната страница за други значения на Дан.
Дан (на иврит: דָּן) е библейски град в Ханаан, намирал се под властта на финикийския Сидон.
Първоначалното име на Дан е Лаиш. Евреите от дановото коляно превземат града и му дават името ().
В Библията градът се описва като крайния север на Ерец Израел ().